# Орвиетский договор
Орвиетский договор — соглашение 1281 года между королём Неаполя и Сицилии Карлом I, дожем Венеции Джованни Дандоло и титулярным императором Латинской империи Филиппом де Куртене и благословлённое папой римским Мартином IV. Было посвящено восстановлению Латинской империи с захватом Константинополя и подчинению папству православной церкви в Греции, было предотвращено разразившейся войной Сицилийской вечерни.

## Предыстория
Карл давно стремился создать собственное королевство в Средиземном море. Младший брат французского короля Людовика IX, он расширил свой удел в Провансе, согласившись выступать в качестве защитника папы римского против управлявших Священной Римской империей Гогенштауфенов в 1263 г. Завоёванное им Сицилийское королевство было признано папством в качестве феодального владения, после чего Карл начал искать новые земли на востоке. После поражения Манфреда Сицилийского в 1266 году Карл послал армию в Эпир, чтобы захватить приданое жены Манфреда Елены Ангелины Дукаины.
Это привело Карла к конфликту с византийским императором Михаилом VIII, в котором союзником короля стал изгнанный из Константинополя титулярный латинский император Балдуин II, отчаянно нуждавшийся в деньгах и помощи. В 1267 г. Карли и Балдуин подписали Витербоский договор, по которому Карл согласился помочь отвоевать Латинскую империю в обмен на сюзеренитет над Ахейским княжеством и другие важные уступки.
Однако вторжение Конрадина в Италию и Восьмой крестовый поход задержали его выступление. При папе Григории X были начаты переговоры об объединении католической и православной церквей, и любые действия Карла против Константинополя были запрещены. Однако папа призвал его купить право Марии Антиохийской на Иерусалимское королевство в 1277 году, куда он послал байли, чтобы править от его имени. Это было частью папской стратегии по сохранению Иерусалимского королевства через союз с французским королевским домом, что обеспечило бы необходимые ресурсы для его защиты. В 1278 г. по условиям Витербского договора княжество Ахайя также перешло под прямое управление Карла.
Воцарение папы Мартина IV, находившегося в значительной степени под влиянием Карла, устранило последнее препятствие. Новый папа объявил союз церквей провалившимся и поддержал союз Карла и Филиппа де Куртене против Византии, к которому должны были присоединиться венецианцы.

## Условия
Как и Витербоский договор, новый договор был подписан в папском дворце, который Папа Мартин IV перенес в Орвието после того, как Витербо был подвергнут интердикту за заключение в тюрьму двух кардиналов. Его заявленной целью было свержение византийского императора Михаила VIII в пользу Филиппа и создание союза церквей, ставившего православную церковь под власть папы. Однако его практическая мотивация заключалась в том, чтобы восстановить Латинскую империю под анжуйским господством и восстановить венецианские торговые привилегии в Константинополе..
По условиям договора Филипп и Карл должны были предоставить 8 тыс. солдат и лошадей, а также достаточное количество кораблей для их перевозки в Константинополь. Филипп, Джованни Дандоло, Карл или его сын принц Салерно Карл должны были лично сопровождать экспедицию. На практике Карл снабдил бы почти все войска, а у Филиппа было мало или совсем не было собственных ресурсов. Венецианцы предоставили сорок галер для сопровождения флота вторжения, который должен был отплыть из Бриндизи не позднее апреля 1283 года. После восстановления Филиппа на престоле он должен был подтвердить уступки Витербского договора и привилегии, предоставленные Венеции в основание Латинской империи, включая признание дожа владыкой «одной четверти и одной восьмой части Латинской империи».
Был также составлен второй документ для организации авангарда перед основной экспедицией 1283 года. Карл и Филипп должны были предоставить пятнадцать кораблей и десять транспортов с примерно 300 людьми и лошадьми. Венецианцы должны были предоставить пятнадцать военных кораблей на семь месяцев в году. Эти силы будут вести войну против Михаила VIII и «других оккупантов» Латинской империи (предположительно генуэзцев) и встретятся на Корфу к 1 мая 1282 года, проложив путь для вторжения в следующем году.
Два договора были подписаны Карлом и Филиппом 3 июля 1281 года. 2 августа 1281 г. Они были ратифицированы дожем Венеции Джованни Дандоло

## Последствия
Через несколько недель после подписания договора папа Мартин отлучил Михаила VIII от церкви. Для экспедиции были должным образом подготовлены условия, и вокруг Эвбеи произошло несколько стычек. Никифор, правитель Эпира, также заключил договор с Карлом, Филиппом и Дандоло в сентябре 1281 года.
Однако незадолго до отплытия экспедиции разразилась Сицилийская вечерня (30 марта 1282 г.). Возникшая в результате война вынудила Карла провести остаток своей жизни, пытаясь подавить восстание и его поддержку Арагоном. Его потомки продолжали поддерживать ослабевавшее правление над отдельными частями Латинской империи, но ни одна экспедиция против Константинополя так и не была предпринята.